# Pehr Granqvist
Pehr Olof Granqvist, född 18 april 1973 i Boden, är en svensk professor i psykologi vid Stockholms universitet.
Granqvist disputerade 2002 vid Uppsala universitet på en avhandling  som behandlade anknytningsteori relaterade till olika aspekter av religiositet. Han kom till Psykologiska institutionen vid Stockholms universitet år 2009 som forskarassistent och lektor, var studierektor för forskarutbildningen i psykologi 2011–2015 och blev professor i psykologi 2015.
Hans forskning behandlar bland annat följande områden: anknytning och religion, neurovetenskap och religion, anknytning under tonår och vuxet liv samt anknytning hos barn till mödrar med intellektuellt funktionshinder.
Granqvists publicering har (2025) enligt Google Scholar drygt 9 000 citeringar och ett h-index på 46.
Pehr Granqvist är bror till den förre hockeymålvakten och TV-experten Erik Granqvist.